# Schizocladiophyceae
Classe
Les Schizocladiophyceae sont une classe d’algues de l’embranchement des Ochrophyta.

## Liste des ordres
Selon AlgaeBase (12 août 2017) et World Register of Marine Species (12 août 2017) :
- ordre des Schizocladiales E.C.Henry, K.Okuda, & H.Kawai